# Chiesa di San Niccolò (Aulla)
La chiesa di San Niccolò è un edificio di culto cattolico situato a Caprigliola, frazione del comune di Aulla, in provincia di Massa-Carrara. La chiesa è sede dell'omonima parrocchia del vicariato di Aulla della diocesi di Massa Carrara-Pontremoli.
La chiesa attuale è sorta alla metà del Seicento utilizzando elementi della chiesa precedente, dallo stesso titolo, e strutture militari e civili, quali la torre cilindrica, reimpiegata come campanile. All'interno, al centro della parete absidale, un'immagine di San Niccolò, datata 1740, rappresentato nelle vesti di vescovo con ai piedi un barile con dei fanciulli che lo implorano, fa riferimento a una delle leggende della vita del santo. La chiesa possiede un notevole patrimonio di oggetti, arredi e paramenti sacri.